# Octombrie 2015
Acest articol este generat integral pe baza informațiilor din articolul 2015 și este actualizat periodic de un robot.
 Editările făcute în articol vor fi șterse la următoarea actualizare! Dacă doriți să faceți modificări, editați articolul-sursă.

ianuarie -
februarie -
martie -
aprilie -
mai -
iunie -
iulie -
august -
septembrie -
octombrie -
noiembrie -
decembrie
Octombrie 2015 a fost a zecea lună a anului și a început într-o zi de joi.

## Evenimente

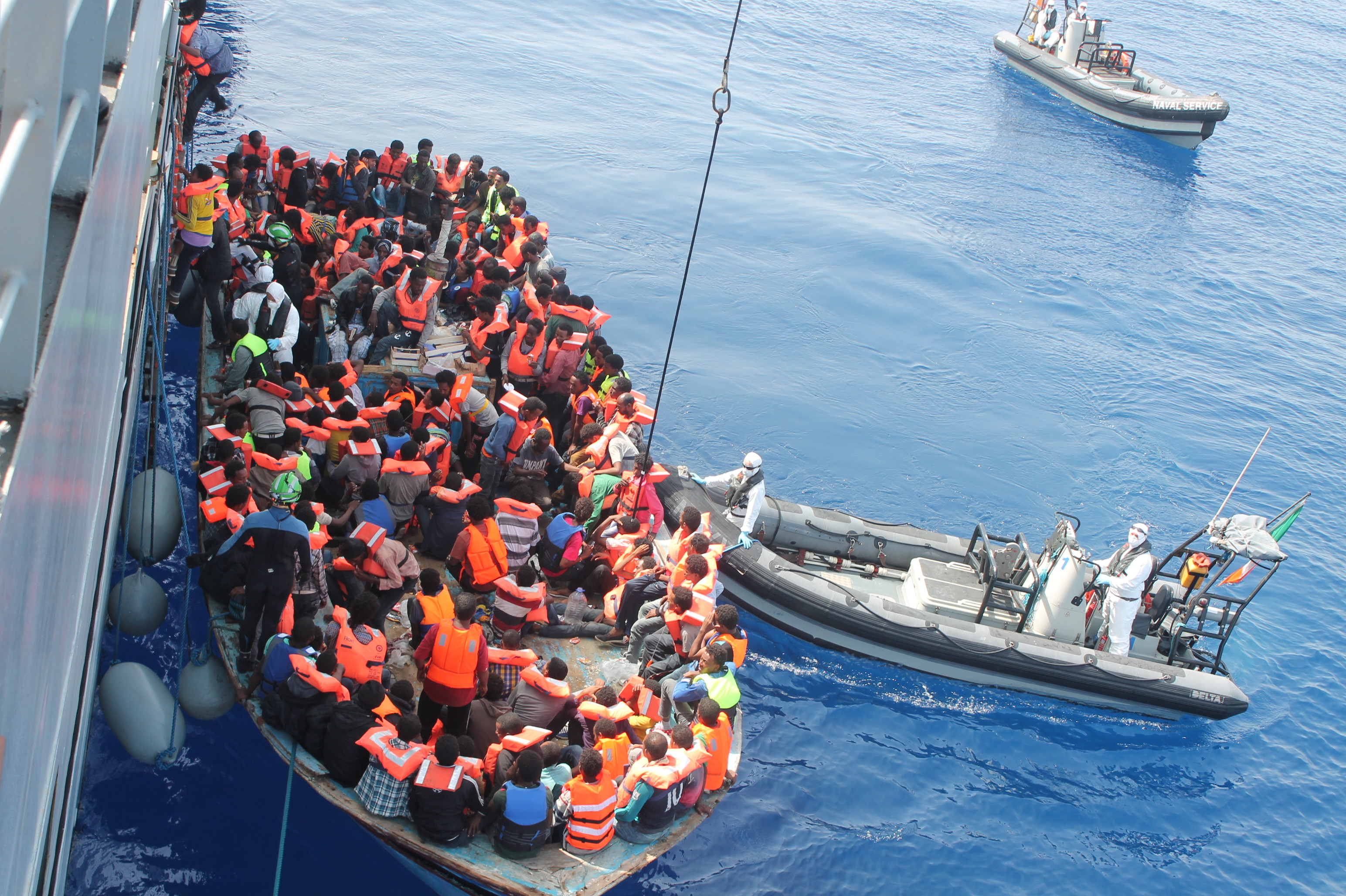
Criza refugiaților în Europa: Autoritățile de la Bruxelles și Ankara au stabilit un plan de acțiune pentru reglarea fluxului de refugiați care se îndreaptă către Europa, plan ce are la bază crearea de tabere de primire și intensificarea controalelor la graniță.

- 1 octombrie: Se lansează noul post din cadrul trustului Digi TV: Digi Sport 4.
- 4 octombrie: Cel puțin 16 persoane au murit în urma unor furtuni extrem de violente, urmate de inundații masive, care au avut loc în cursul nopții de 3-4 octombrie în sud-estul Franței, în zona cunoscută sub numele „Coasta de Azur", numeroase vehicule și case fiind duse de viituri în Marea Mediterană.
- 5 octombrie: Coaliția guvernamentală de centru-dreapta din Portugalia a câștigat alegerile legislative din 4 octombrie, considerate un test pentru măsurile sale dure de austeritate, dar eșecul său de a obține majoritatea va genera probabil instabilitate politică.
- 5 octombrie: Criza refugiaților în Europa: Autoritățile de la Bruxelles și Ankara au stabilit un plan de acțiune pentru reglarea fluxului de refugiați care se îndreaptă către Europa, plan ce are la bază crearea de tabere de primire și intensificarea controalelor la graniță.
- 8 octombrie: NASA a anunțat că imaginile de la suprafața planetei pitice Pluto obținute de sonda New Horizons prezintă o spectaculoasă „ceață" care conferă culoarea albastră cerului plutonian și plăci de gheață din apă la sol.
- 10 octombrie:  O serie de atentate sinucigașe ucid cel puțin 100 de persoane la un raliu de pace din Ankara, Turcia, și rănesc mai mult de 400 de persoane.
- 11 octombrie: Aleksandr Lukașenko câștigă alegerile prezidențiale din Belarus cu o majoritate de 83,49% din voturile exprimate.
- 15 octombrie: Parlamentul moldovean a votat pentru ridicarea imunității parlamentare a fostului premier Vlad Filat, acuzat de implicare în fraudele de la Banca de Economii (BEM).
- 18 octombrie: Judecătorii moldoveni au decis, plasarea în arest preventiv a fostului premier Vlad Filat, acuzat de fraude bancare și luare de mită. Fostul premier moldovean va contesta la o instanță superioară decizia și a depus o plângere penală împotriva denunțătorului său, Ilan Shor, pe care îl acuză că a făcut declarații false.
- 29 octombrie: Guvernul pro-european din Republica Moldova, condus de premierul Valeriu Streleț, a fost demis joi printr-o moțiune de cenzură, care a fost votată de 65 de parlamentari.
- 29 octombrie: China a anunțat că renunță la controversata politică a copilului unic după 36 de ani. Tuturor cuplurilor li se va permite să aibă doi copii.[1]
- 30 octombrie: Premierul moldovean Valeriu Streleț i-a prezentat președintelui Nicolae Timofti demisia Guvernului, în urma moțiunii de cenzură votate joi de Parlament. Nicolae Timofti l-a numit pe vicepremierul liberal Gheorghe Brega în funcția de premier interimar, până la formarea unui nou Guvern.
- 30 octombrie: 64 de persoane au murit (după ultimul bilanț din 29 iulie 2017) și alte peste 160 au fost rănite în urma unui incendiu care a avut loc în clubul Colectiv din București. Incendiul a izbucnit, cel mai probabil, de la artificiile folosite la un concert care avea loc în acel moment.[2]
- 31 octombrie: Incendiul din clubul Colectiv: Guvernul României declară trei zile de doliu național.
- 31 octombrie: Un avion rus Airbus A-321 cu 224 de persoane la bord, care a decolat din stațiunea egipteană Sharm el-Sheikh către orașul rusesc Sankt Petersburg, s-a prăbușit în centrul Sinaiului.[3][4]. Nu au fost supraviețuitori.

## Decese
- 1 octombrie: Usnija Redžepova, 69 ani, cântăreață sârbă de etnie romă și turcă (n. 1946)
- 2 octombrie: Alfréd Iosif Mazalik, 87 ani, deputat român de etnie maghiară (1992-1996), (n. 1927)
- 5 octombrie: Infantele Carlos al Spaniei (n. Carlos Maria Alfonso Marcel), 77 ani, Prinț al celor Două Sicilii, Duce de Calabria (n. 1938)
- 5 octombrie: Henning Mankell, 67 ani, regizor de teatru și scriitor suedez (n. 1948)
- 5 octombrie: Michael Trein, 80 ani, ultimul primar sas al Prejmerului (jud. Brașov), (n. 1935)
- 6 octombrie: Kriszta Arnóthy, 84 ani, scriitoare, romancieră și nuvelistă maghiară (n. 1930)
- 6 octombrie: Árpád Göncz, 93 ani, președinte al Ungariei (1990-2000), (n. 1922)
- 6 octombrie: Paula Iacob, 83 ani, avocat român (n. 1931)
- 10 octombrie: Richard F. Heck, 84 ani, chimist american laureat al Premiului Nobel (2010), (n. 1931)
- 10 octombrie: Steve Mackay, 66 ani, saxofonist american (The Stooges), (n. 1949)
- 13 octombrie: Mária Nagy Adonyi, 64 ani, scriitoare, poetă, jurnalistă și traducătoare română de etnie maghiară (n. 1951)
- 14 octombrie: Bill Baldwin, 80 ani, scriitor american (n. 1935)
- 14 octombrie: Florența Mihai, 60 ani, jucătoare română de tenis (n. 1955)
- 14 octombrie: Oleg Milștein, 69 ani, evreu moldovean, compozitor, aranjator și muzician sovietic și rus (n. 1945)
- 16 octombrie: Liviu Radu, 66 ani, publicist, traducător și scriitor român (n. 1948)
- 17 octombrie: Howard Kendall, 70 ani, fotbalist și antrenor britanic (n. 1946)
- 18 octombrie: Danièle Delorme, 89 ani, actriță și producător de film, franceză (n. 1926)
- 18 octombrie: Gamal Al-Ghitani, 70 ani, scriitor egiptean (n. 1945)
- 21 octombrie: Gregory Robert Choppin, 87 ani, chimist nuclearist american (n. 1927)
- 21 octombrie: William Murray, 85 ani, al 8-lea conte de Mansfield, om politic britanic (n. 1930)
- 21 octombrie: Gregory R. Choppin, chimist american (n. 1927)
- 22 octombrie: Çetin Altan, 88 ani, scriitor și publicist turc (n. 1927)
- 22 octombrie: Mircea Ioan Valentin Săndulescu, 82 ani, inginer geolog român (n. 1933)
- 24 octombrie: Maureen O'Hara, 95 ani, actriță irlandezo-americană (Miracolul din Strada 34), (n. 1920)
- 25 octombrie: Iosefina Ștefănescu-Ugron, 83 ani, handbalistă română (n. 1932)
- 27 octombrie: Mitzura Arghezi (n. Domnica Theodorescu), 90 ani, actriță română (n. 1924)
- 27 octombrie: Traian-Ștefan Mocuța, 83 ani, senator român (1992-1996), (n. 1932)